# Xyrichtys blanchardi
Xyrichtys blanchardi är en fiskart som först beskrevs av Jean Cadenat och Marchal, 1963.  Xyrichtys blanchardi ingår i släktet Xyrichtys och familjen läppfiskar. IUCN kategoriserar arten globalt som livskraftig. Inga underarter finns listade i Catalogue of Life.